# شورکال
شورکال ، روستایی است از توابع بخش مرکزی شهرستان درگز استان خراسان رضوی ایران.

## جمعیت
این روستا در دهستان تکاب قرار داشته و بر اساس سرشماری سال ۱۳۸۵ جمعیت آن (۳۶ خانوار) ۱۶۹ نفر 
بوده‌است.

## رود
رودخانه شورکال از این منظقه عبور می کند.

## منبع
1. «: کمیته تخصصی نام نگاری و یکسان‌سازی نام‌های جغرافیایی ایران :». بایگانی‌شده از اصلی در ۲۹ اوت ۲۰۱۱. دریافت‌شده در ۱۹ ژوئیه ۲۰۱۱.
2. ↑  «درگاه ملی آمار». بایگانی‌شده از اصلی در ۸ اکتبر ۲۰۰۷. دریافت‌شده در ۱۲ ژوئیه ۲۰۰۸.